# EN 54
La série de normes EN 54 Système de détection et d'alarme incendie est une série de normes européennes qui comprend des normes  produits et des directives d'application pour les systèmes de détection incendie et les systèmes d'alarme vocale.
Les normes de produits définissent les caractéristiques des produits, les méthodes d'essai et les critères de performance servant à déterminer et déclarer l'efficacité et la fiabilité des composants des systèmes de détection et d'alarme incendie. De nombreuses normes produits de la série EN 54 sont des normes harmonisées dans le cadre du règlement sur les produits de construction UE 305/2011 (RPC). L'annexe ZA des normes harmonisées précise quelles clauses de la norme sont applicables aux fins du RPC. L'annexe ZA décrit également la certification en deux étapes :
- Attestation de la constance des performances du produit (certification du produit) et
- Attestation de conformité du contrôle de la production en usine (certification CPU).

La norme EN 54 est adoptée en France comme NF EN 54, en Belgique comme NBN EN 54 et en Suisse comme SN EN 54.

## Historique
Les sujets de normalisation relatifs à la protection contre l'incendie ont été les premiers à être traités par le CEN. C'est ce qui ressort du fait que le CEN numérote les normes européennes par ordre numérique croissant en fonction de la date d'enregistrement du projet. La norme sur les classes de feux est numérotée EN 2  et la série de normes sur les extincteurs d'incendie portables est numérotée EN 3 . La normalisation européenne des systèmes de détection d'incendie a commencé dès les années 1970. Les normes EN 54-1 et EN 54-5 ont été publiées en 1976, . 

### Comité Technique CEN/TC 72 Systèmes de détection et d'alarme Incendie
La série EN 54 a été élaborée par le comité technique CEN/TC72 "Systèmes de détection et d'alarme incendie".
La figure montre quelques exemples de comités techniques nationaux.

## Différentes parties de la série EN 54
La série de normes EN 54 traite des thèmes et groupes de produits suivants en rapport avec les systèmes de détection d'incendie :
- Introduction : L'introduction à la série de normes contient le schéma d'un système de détection d'incendie ainsi que de nombreuses définitions de termes utilisés dans les autres parties de la série de normes.
- Centrales et alimentations : Ces parties concernent les centrales d'alarme incendie, les centrales d'alarme vocale et les alimentations.
- Avertisseurs : Ces parties concernent les dispositifs sonores et visuels d'alarme feu.
- Détecteurs : Ces parties concernent les déclencheurs manuels d'alarme et les détecteurs d'incendie fonctionnant selon différents principes (détecteurs de fumée, détecteurs de chaleur, détecteurs de gaz d'incendie ...).
- Autres composants : Ces parties concernent les autres dispositifs qui peuvent être raccordés à un système de détection d'incendie, soit en tant qu'appareil autonome, soit intégrés dans un autre composant.
- Compatibilité du système : Cette partie traite de la compatibilité des composants d'un système de détection d'incendie.
- Directives d'application : Ces parties sont des guides pour l'application des systèmes de détection d'incendie et des systèmes d'alarme vocale. Elles ont le statut de spécification technique (CEN/TS).

Le tableau suivant énumère toutes les parties de la série de normes EN 54 : 
| Thèmes, groupe de produits | Numéro de la norme | Titre de la norme | Édition                            | Harmonisée |
| -------------------------- | ------------------ | --- | ---------------------------------- | ---------- |
| Introduction               | EN 54-01           | Partie 1: Introduction | 2021                               | Non        |
| Centrales et alimentations | EN 54-02           | Partie 2: Équipement de contrôle et de signalisation | 1997 + A1:2006 + AC:1999           | Oui        |
| Avertisseurs               | EN 54-03           | Partie 3: Dispositifs sonores d'alarme feu | 2014 + A1:2019                     | Oui        |
| Centrales et alimentations | EN 54-04           | Partie 4: Équipement d'alimentation électrique | 1997 + A1:2002 + A2:2006 + AC:1999 | Oui        |
| Détecteurs                 | EN 54-05           | Partie 5: Détecteurs de chaleur - Détecteurs ponctuels | 2017 + A1:2018                     | Oui        |
| Détecteurs                 | EN 54-07           | Partie 7: Détecteur de fumée, détecteurs ponctuels fonctionnant suivant le principe de la diffusion de la lumière, de la transmission de la lumière ou de l'ionisation                           | 2018                               | Oui        |
| Détecteurs                 | EN 54-10           | Partie 10: Détecteurs de flamme - Détecteurs ponctuels | 2002 + A1:2005                     | Oui        |
| Détecteurs                 | EN 54-11           | Partie 11: Déclencheurs manuel d'alarme | 2001 + A1:2005                     | Oui        |
| Détecteurs                 | EN 54-12           | Partie 12: Détecteurs de fumée - Détecteurs linéaires fonctionnant suivant le principe de la transmission d'un faisceau d'ondes optiques rayonnées                                               | 2015                               | Oui        |
| Compatibilité du système   | EN 54-13           | Partie 13: Évaluation de la compatibilité et de l'aptitude au raccordement des composants d'un système                                                                                           | 2017 + A1:2019                     | Non        |
| Directives d'application   | CEN/TS 54-14       | Partie 14: Guide d'application pour la planification, la conception, l'installation, la mise en service, l'utilisation et la maintenance                                                         | 2018-10                            | Non        |
| Centrales et alimentations | EN 54-16           | Partie 16: Élément central du système d'alarme incendie vocale | 2008                               | Oui        |
| Autres composants          | EN 54-17           | Partie 17: Isolateurs de court-circuit | 2005 + AC:2007                     | Oui        |
| Autres composants          | EN 54-18           | Partie 18: Dispositifs d'entrée/sortie | 2005 + AC:2007                     | Oui        |
| Détecteurs                 | EN 54-20           | Partie 20: Détecteurs de fumée par aspiration | 2006 + AC:2008                     | Oui        |
| Autres composants          | EN 54-21           | Partie 21: Dispositif de transmission de l'alarme feu et du signal de dérangement | 2006                               | Oui        |
| Détecteurs                 | EN 54-22           | Partie 22: Détecteurs de chaleur de type linéaires réarmables | 2015 + A1:2020                     | Non        |
| Avertisseurs               | EN 54-23           | Partie 23: Dispositifs d'alarme feu - Dispositifs visuels d'alarme feu | 2010                               | Oui        |
| Avertisseurs               | EN 54-24           | Partie 24: Composants des systèmes d'alarme vocale - Haut-parleurs | 2008                               | Oui        |
| Autres composants          | EN 54-25           | Partie 25: Composants utilisant des liaisons radioélectriques | 2008 + AC:2012                     | Oui        |
| Détecteurs                 | EN 54-26           | Partie 26: Détecteurs de monoxyde de carbone - Détecteurs ponctuels | 2015                               | Non        |
| Détecteurs                 | EN 54-27           | Partie 27: Détecteurs de fumée dans les conduits | 2015                               | Non        |
| Détecteurs                 | EN 54-28           | Partie 28: Détecteurs de chaleur linéaires non réarmables | 2016                               | Non        |
| Détecteurs                 | EN 54-29           | Partie 29: Détecteurs d'incendie multi-capteurs - Détecteurs ponctuels utilisant une combinaison de capteurs de fumée et de chaleur                                                              | 2015                               | Non        |
| Détecteurs                 | EN 54-30           | Partie 30: Détecteurs d'incendie multi-capteurs - Détecteurs ponctuels utilisant une combinaison de capteurs de monoxyde de carbone et de capteurs de chaleur                                    | 2015                               | Non        |
| Détecteurs                 | EN 54-31           | Partie 31: Détecteurs d'incendie multi-capteurs - Détecteurs ponctuels combinant l'utilisation de capteurs de fumée, de capteurs de monoxyde de carbone et éventuellement de capteurs de chaleur | 2014 + A1:2016                     | Non        |
| Directives d'application   | CEN/TS 54-32       | Partie 32: Planification, conception, installation, mise en service, utilisation et maintenance des systèmes d'alarme vocale                                                                     | 2015-07                            | Non        |

## Foyers d'essai EN 54
Les foyers d'essai TF1 à TF8 sont utilisés pour tester la sensibilité des détecteurs d'incendie sur foyers types selon la série EN 54. 
Les combustibles sélectionnés représentent un spectre de petites et grandes particules de combustion avec de la fumée grise ou noire. Il s'agit notamment de feux de liquides, de matières plastiques et de cellulose (bois), ainsi que de feux à combustion lente ou rapide.
|     | Type                     | Combustible      | Développement de chaleur | Flux ascendant | Développement de fumée | Spectre d'aérosol         | Aérosols visibles |
| --- | ------------------------ | ---------------- | ------------------------ | -------------- | ---------------------- | ------------------------- | ----------------- |
| TF1 | feu de cellulose         | bois             | important                | important      | oui                    | essentiellement invisible | foncés            |
| TF2 | feu à combustion lente   | bois             | infime                   | faible         | oui                    | visible                   | clairs            |
| TF3 | feu à combustion lente   | coton            | infime                   | très faible    | oui                    | essentiellement invisible | clairs            |
| TF4 | feu de matière plastique | polyuréthanne    | important                | important      | oui                    | essentiellement invisible | très foncés       |
| TF5 | feu de liquide           | n-heptane        | important                | important      | oui                    | essentiellement invisible | très foncés       |
| TF6 | feu de liquide           | alcool éthylique | important                | important      | non                    | aucun                     | aucun             |
| TF8 | feu de liquide           | décaline         | infime                   | faible         | oui                    | essentiellement invisible | très foncés       |

Pour les détecteurs de fumée selon la norme EN 54-7 et les détecteurs d'incendie avec capteur de fumée (parties 12, 20 et 30 de la norme EN 54), on utilise TF2, TF3, TF4 et TF5. La norme EN 54-20 définit les foyers d'essai suivants avec une quantité réduite de combustible pour les détecteurs de fumée à aspiration avec une sensibilité accrue ou très élevée (classe A ou B) :
- TF2A et TF2B
- TF3A et TF3B
- TF5A et TF5B

Pour les détecteurs de flamme selon la norme EN 54-10, on utilise les feux de liquides TF5 et TF6. TF5 (n-heptane) produit une flamme Ouiunâtre qui produit de la suie tandis que TF6 (alcool à brûler) produit une flamme claire et invisible.
Pour les détecteurs de CO selon la norme EN 54-26, on utilise les feux couvants TF2 et TF3.
Pour les détecteurs de fumée de conduits selon la norme EN 54-27, on utilise les foyers d'essai TF2, TF4 et TF8.
Pour les détecteurs d'incendie multi-capteurs selon EN 54-29 et EN 54-31, on utilise les foyers d'essai TF1, TF2, TF3, TF4, TF5 et TF8. 